# Edis Elkasević
Edis Elkasević, född 18 februari 1983, är en friidrottare från Kroatien. Han deltog vid olympiska sommarspelen 2004.